# 司怪四

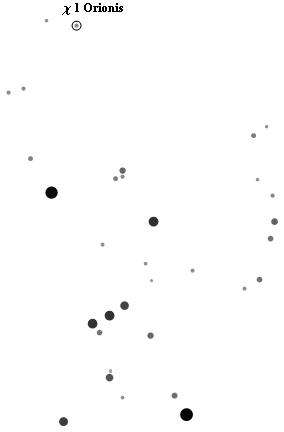
图示χ1 Orionis即为獵戶座χ1

獵戶座χ1（χ1 Ori、χ1 Orionis或司怪四）是一顆距離地球約32光年的恆星，一對雙星，位于獵戶座中。
獵戶座χA1是一顆光譜型為O10V，並正度過主序星階段的藍超巨星。其伴星獵戶座χＢ的質量是太陽的x2，公轉周期14.1年，估計星體分類為A1V。
獵戶座χ1被認爲是大熊座移動星群的外圍恆星之一。

## 外部連結
- Chi-1 Orionis by Professor Jim Kaler.
- Chi1 Orionis 2（页面存档备份，存于） at SolStation.
- Alcyone（页面存档备份，存于） emphemeris.